# Janka (dopływ Wierzycy)
Janka – rzeka, prawostronny dopływ Wierzycy o długości 31,38 km i powierzchni zlewni 185,7 km². 
Rzeka w górnym biegu płynie przez gminę Smętowo Graniczne, a w dolnym biegu przepływa przez teren gminy Morzeszczyn.